# Liste der Baudenkmäler im Wuppertaler Wohnquartier Friedrich-Engels-Allee
Die Liste der Baudenkmäler im Wuppertaler Wohnquartier Friedrich-Engels-Allee enthält die denkmalgeschützten Bauwerke auf dem Gebiet von Wuppertal-Friedrich-Engels-Allee in Nordrhein-Westfalen (Stand: November 2011). Diese Baudenkmäler sind in der Denkmalliste der Stadt Wuppertal eingetragen; Grundlage für die Aufnahme ist das Denkmalschutzgesetz Nordrhein-Westfalen (DSchG NRW).

## Auszug aus der Denkmalliste

### Eingetragene Baudenkmäler
| Bild                    | Bezeichnung                | Lage                                                    | Beschreibung | Bauzeit                              | Eingetragen seit   | Denkmal- nummer |
| ----------------------- | -------------------------- | ------------------------------------------------------- | --- | ------------------------------------ | ------------------ | --------------- |
| weitere Bilder          | Wohn- und Geschäftshaus    | Friedrich-Engels-Allee Adolfstraße 2 Karte              | eine bauliche Einheit und eine D-Nummer mit Friedrich-Engels-Allee 256                                                    | 1896                                 | 15. Mai 1984       | 29              |
| weitere Bilder          | Fabrikgebäude              | Friedrich-Engels-Allee Adolfstraße 3 Karte              | | zwischen 1880 und 1890               | 29. Juni 1992      | 2288            |
| weitere Bilder          | Wohnhaus                   | Friedrich-Engels-Allee Adolfstraße 5 Karte              | | 1901                                 | 10. März 1992      | 2097            |
| weitere Bilder          | Wohnhaus                   | Friedrich-Engels-Allee Adolfstraße 6 Karte              | | 1900                                 | 2. Juni 1992       | 2247            |
| weitere Bilder          | Wohnhaus                   | Friedrich-Engels-Allee Adolfstraße 7 Karte              | | 1902                                 | 10. Mai 1984       | 24              |
| Wohnhaus                | Wohnhaus                   | Friedrich-Engels-Allee Adolfstraße 8 Karte              | | 1902                                 | 9. Juni 1992       | 2259            |
| weitere Bilder          | Wohnhaus                   | Friedrich-Engels-Allee Adolfstraße 10 Karte             | | 1900                                 | 5. Juni 1992       | 2253            |
| Wohnhaus                | Wohnhaus                   | Friedrich-Engels-Allee Adolfstraße 12 Karte             | | frühen Jahren des 20. Jahrhunderts   | 12. April 1988     | 1263            |
| weitere Bilder          | Wohn- und Geschäftshaus    | Friedrich-Engels-Allee Am Brögel 1 Karte                | | 1875                                 | 15. Januar 1985    | 247             |
| weitere Bilder          | Wohnhaus                   | Friedrich-Engels-Allee Besenbruchstraße 1 Karte         | eine bauliche Einheit und eine D-Nummer mit Besenbruchstr. 3 und Friedrich-Engels-Allee 198                               | zweite Hälfte des 19. Jahrhunderts   | 14. Dezember 1984  | 221             |
| weitere Bilder          | Wohnhaus                   | Friedrich-Engels-Allee Besenbruchstraße 2 Karte         | eine bauliche Einheit mit Friedrich-Engels-Allee 192. Eine D-Nummer mit Friedrich-Engels-Allee 190 / Besenbruchstraße 4   | Ende des 19. Jahrhunderts            | 7. Dezember 1984   | 211             |
| weitere Bilder          | Wohnhaus                   | Friedrich-Engels-Allee Besenbruchstraße 3 Karte         | eine bauliche Einheit und eine D-Nummer mit Besenbruchstr. 1 und Friedrich-Engels-Allee 198                               | zweite Hälfte des 19. Jahrhunderts   | 14. Dezember 1984  | 221             |
| weitere Bilder          | Wohnhaus                   | Friedrich-Engels-Allee Besenbruchstraße 4 Karte         | eine bauliche Einheit mit Friedrich-Engels-Allee 190. Eine D-Nummer mit Friedrich-Engels-Allee 192 / Besenbruchstraße 2   | Ende des 19. Jahrhunderts            | 7. Dezember 1984   | 211             |
| weitere Bilder          | Fabrikgebäude              | Friedrich-Engels-Allee Besenbruchstraße 5 Karte         | eine D-Nummer mit Besenbruchstraße 7 (mitsamt Besenbruchstraße 9-11 ehemals alle unter Friedrich-Engels-Allee 196)        |                                      | 14. Dezember 1984  | 213             |
| weitere Bilder          | Fabrikgebäude              | Friedrich-Engels-Allee Besenbruchstraße 7 Karte         | eine D-Nummer mit Besenbruchstraße 5 (mitsamt Besenbruchstraße 9-11 ehemals alle unter Friedrich-Engels-Allee 196)        |                                      | 14. Dezember 1984  | 213             |
| weitere Bilder          | Wohngebäude mit Werkstatt  | Friedrich-Engels-Allee Besenbruchstraße 8 Karte         | eine D-Nummer mit Besenbruchstraße 10, beide ehemals Friedrich-Engels-Allee 194                                           | zweite Hälfte des 19. Jahrhunderts   | 7. Dezember 1984   | 212             |
| weitere Bilder          | Wohngebäude mit Werkstatt  | Friedrich-Engels-Allee Besenbruchstraße 10 Karte        | eine D-Nummer mit Besenbruchstraße 8, beide ehemals Friedrich-Engels-Allee 194                                            | zweite Hälfte des 19. Jahrhunderts   | 7. Dezember 1984   | 212             |
| weitere Bilder          | Wohnhaus                   | Friedrich-Engels-Allee Druckerstraße 2 Karte            | | um 1864                              | 18. August 1986    | 851             |
| weitere Bilder          | Wohnhaus                   | Friedrich-Engels-Allee Druckerstraße 4 Karte            | | Ende des 19. Jahrhunderts            | 12. September 1996 | 4010            |
| weitere Bilder          | Wohnhaus                   | Friedrich-Engels-Allee Druckerstraße 6 Karte            | | um 1865                              | 29. Dezember 1995  | 3837            |
| weitere Bilder          | Wohnhaus                   | Friedrich-Engels-Allee Engelsstraße 6 Karte             | Wohnhaus Haus Röhrig | 1789                                 | 4. Juli 1984       | 38 Wikidata     |
| weitere Bilder          | Wohnhaus                   | Friedrich-Engels-Allee Engelsstraße 10 Karte            | Wohnhaus Engels-Haus | 1775                                 | 2. Juni 1992       | 2243 Wikidata   |
| weitere Bilder          | Fabrikgebäude              | Friedrich-Engels-Allee Engelsstraße 10 Karte            | Kannegießer'sches Lager (auch Kannegiessersche Fabrik), ehemalige Bandfabrik                                              | um 1895                              | 5. Juni 1992       | 2250            |
| weitere Bilder          | Villa                      | Friedrich-Engels-Allee Erichstraße 2 Karte              | | zwischen 1860 und 1867               | 2. Oktober 1986    | 884             |
| weitere Bilder          | Wohn- und Geschäftshaus    | Friedrich-Engels-Allee Farbmühle 2 Karte                | | 1902                                 | 15. Oktober 1985   | 616             |
| Wohn- und Geschäftshaus | Wohn- und Geschäftshaus    | Friedrich-Engels-Allee Farbmühle 4 Karte                | | um 1860                              | 18. Juni 1993      | 2990            |
| Wohn- und Geschäftshaus | Wohn- und Geschäftshaus    | Friedrich-Engels-Allee Farbmühle 6 Karte                | | 1845                                 | 10. Oktober 1986   | 887             |
| weitere Bilder          | Wohn- und Geschäftshaus    | Friedrich-Engels-Allee Farbmühle 9 Karte                | | zweite Hälfte des 19. Jahrhunderts   | 16. November 1984  | 191             |
| weitere Bilder          | Wohn- und Geschäftshaus    | Friedrich-Engels-Allee Farbmühle 11 Karte               | Schutzumfang mit Bescheid vom 10. Jan. 1997 auf die straßenseitige Fassade und die rechte Giebelseite eingeschränkt.      | gründerzeitlich                      | 13. November 1984  | 184             |
| weitere Bilder          | Wohnhaus                   | Friedrich-Engels-Allee 83 Karte                         | Wohnhaus Haspel-Häuser, eine bauliche Einheit und eine D-Nummer mit Friedrich-Engels-Allee 85                             | zwischen 1825 und 1827               | 24. September 1996 | 4030            |
| weitere Bilder          | Wohnhaus                   | Friedrich-Engels-Allee 85 Karte                         | Wohnhaus Haspel-Häuser, eine bauliche Einheit und eine D-Nummer mit Friedrich-Engels-Allee 83                             | zwischen 1825 und 1827               | 24. September 1996 | 4030            |
| weitere Bilder          | Wohnhaus                   | Friedrich-Engels-Allee 89 Karte                         | Wohnhaus Haspel-Häuser, eine bauliche Einheit und eine D-Nummer mit Friedrich-Engels-Allee 91                             | zwischen 1825 und 1827               | 24. September 1996 | 4031            |
| weitere Bilder          | Wohnhaus                   | Friedrich-Engels-Allee 91 Karte                         | Wohnhaus Haspel-Häuser, eine bauliche Einheit und eine D-Nummer mit Friedrich-Engels-Allee 93                             | zwischen 1825 und 1827               | 24. September 1996 | 4031            |
| weitere Bilder          | Wohn- und Geschäftshaus    | Friedrich-Engels-Allee 117 Karte                        | | um 1896                              | 15. Dezember 1992  | 2617            |
| weitere Bilder          | Wohn- und Geschäftshaus    | Friedrich-Engels-Allee 119 Karte                        | | 1896                                 | 21. Oktober 1992   | 2509            |
| weitere Bilder          | Wohnhaus                   | Friedrich-Engels-Allee 123 Karte                        | | zwischen 1850 und 1860               | 17. September 1992 | 2431            |
| weitere Bilder          | Remise                     | Friedrich-Engels-Allee 123 Karte                        | | 1912/13                              | 30. Juli 2002      | 4200            |
| weitere Bilder          | Wohnhaus                   | Friedrich-Engels-Allee 129 Karte                        | |                                      | 14. April 1989     | 1580            |
| weitere Bilder          | Wohnhaus                   | Friedrich-Engels-Allee 131 Karte                        | | 1887                                 | 15. September 1992 | 2425            |
| weitere Bilder          | Wohnhaus                   | Friedrich-Engels-Allee 135 Karte                        | ehem. Wittenstein`sche Haus                                                                                               | 1900                                 | 27. Januar 1987    | 950             |
| weitere Bilder          | Einfriedungsmauer          | Friedrich-Engels-Allee 137 Karte                        | eine bauliche Einheit und eine D-Nummer mit Friedrich-Engels-Allee 139 (Mauer)                                            | Jahrhundertwende                     | 19. Dezember 1984  | 232             |
| weitere Bilder          | Einfriedungsmauer          | Friedrich-Engels-Allee 139 Karte                        | eine bauliche Einheit und eine D-Nummer mit Friedrich-Engels-Allee 137 (Mauer)                                            | Jahrhundertwende                     | 19. Dezember 1984  | 232             |
| weitere Bilder          | Wohnhaus                   | Friedrich-Engels-Allee 141 Karte                        | | 1828                                 | 22. Oktober 1984   | 175             |
| weitere Bilder          | Wohnhaus                   | Friedrich-Engels-Allee 146 Karte                        | Wohnhaus Friedrich-Engels-Allee 146                                                                                       | erste Hälfte des 19. Jahrhunderts    | 14. November 1989  | 1665 Wikidata   |
| weitere Bilder          | Wohnhaus                   | Friedrich-Engels-Allee 147 Karte                        | | letztes Viertel des 19. Jahrhunderts | 28. Januar 1987    | 954             |
| weitere Bilder          | Wohnhaus                   | Friedrich-Engels-Allee 148 Karte                        | | Mitte des 19. Jahrhunderts           | 22. April 1985     | 414             |
| weitere Bilder          | Wohnhaus                   | Friedrich-Engels-Allee 150 Karte                        | | Anfang des 19. Jahrhunderts          | 11. April 1984     | 11              |
| weitere Bilder          | Wohnhaus                   | Friedrich-Engels-Allee 151 Karte                        | | 1889                                 | 8. Dezember 1992   | 2597            |
| weitere Bilder          | Wohnhaus                   | Friedrich-Engels-Allee 152 Karte                        | | um 1850                              | 16. Januar 1991    | 1856            |
| weitere Bilder          | Wohnhaus                   | Friedrich-Engels-Allee 153 Karte                        | | 1889                                 | 10. Dezember 1992  | 2606            |
| weitere Bilder          | Wohnhaus                   | Friedrich-Engels-Allee 154 Karte                        | |                                      | 29. Januar 1986    | 703             |
| weitere Bilder          | Wohnhaus                   | Friedrich-Engels-Allee 155 Karte                        | |                                      | 8. Dezember 1992   | 2594            |
| weitere Bilder          | Wohnhaus                   | Friedrich-Engels-Allee 156 Karte                        | eine D-Nummer mit Friedrich-Engels-Allee 158                                                                              | um 1811                              | 10. Dezember 1992  | 2607            |
| weitere Bilder          | Wohnhaus                   | Friedrich-Engels-Allee 158 Karte                        | eine D-Nummer mit Friedrich-Engels-Allee 156                                                                              | um 1890                              | 10. Dezember 1992  | 2607            |
| weitere Bilder          | Wohnhaus                   | Friedrich-Engels-Allee 159 Karte                        | | um 1900                              | 16. September 1988 | 1455            |
| weitere Bilder          | Fabrikgebäude              | Friedrich-Engels-Allee 160 Karte                        | | 1910                                 | 29. Juni 1992      | 2289            |
| weitere Bilder          | Wohnhaus                   | Friedrich-Engels-Allee 161 Karte                        | | zwischen 1861 und 1867               | 30. Dezember 1992  | 2650            |
| weitere Bilder          | Lagergebäude               | Friedrich-Engels-Allee 161 a Karte                      | Lagergebäude der Bandweberei und Flechterei Büsgen, Bandfabrik Wilhelm Büsgen                                             | Mitte des 19. Jahrhunderts           | 16. Januar 1986    | 692             |
| weitere Bilder          | Fabrikgebäude              | Friedrich-Engels-Allee 161 b Karte                      | Fabrikgebäude der Bandweberei und Flechterei Büsgen, Bandfabrik Wilhelm Büsgen                                            | 1910                                 | 16. Januar 1986    | 693             |
| weitere Bilder          | Wohn- und Geschäftshaus    | Friedrich-Engels-Allee 162 Karte                        | | letztes Viertel des 19. Jahrhunderts | 27. Juni 1988      | 1402            |
| weitere Bilder          | Wohnhaus                   | Friedrich-Engels-Allee 163 Karte                        | ehem. Hotel Hegelich | zwischen 1850 und 1861               | 26. November 1992  | 2554            |
| weitere Bilder          | Wohnhaus                   | Friedrich-Engels-Allee 164 Karte                        | eine bauliche Einheit und eine D-Nummer mit Friedrich-Engels-Allee 166                                                    | zweiten Hälfte des 19. Jahrhunderts  | 12. April 1988     | 1331            |
| weitere Bilder          | Wohnhaus                   | Friedrich-Engels-Allee 165 Karte                        | | 1884                                 | 24. September 1992 | 2450            |
| weitere Bilder          | Wohnhaus                   | Friedrich-Engels-Allee 166 Karte                        | eine bauliche Einheit und eine D-Nummer mit Friedrich-Engels-Allee 164                                                    | zweite Hälfte des 19. Jahrhunderts   | 12. April 1988     | 1331            |
| weitere Bilder          | Wohnhaus                   | Friedrich-Engels-Allee 167 Karte                        | | 1884                                 | 24. September 1992 | 2449            |
| weitere Bilder          | Wohn- und Geschäftshaus    | Friedrich-Engels-Allee 169 Karte                        | | 1888                                 | 10. Januar 1994    | 3249            |
| weitere Bilder          | Wohn- und Geschäftshaus    | Friedrich-Engels-Allee 171 Karte                        | eine D-Nummer mit Friedrich-Engels-Allee 173                                                                              | zwischen 1805 und 1834               | 2. Februar 1987    | 962             |
| weitere Bilder          | Wohn- und Geschäftshaus    | Friedrich-Engels-Allee 172 Karte                        | |                                      | 24. September 1992 | 2448            |
| weitere Bilder          | Wohn- und Geschäftshaus    | Friedrich-Engels-Allee 173 Karte                        | eine D-Nummer mit Friedrich-Engels-Allee 171                                                                              |                                      | 2. Februar 1987    | 962             |
| weitere Bilder          | Wohn- und Geschäftshaus    | Friedrich-Engels-Allee 174 Karte                        | | 1894                                 | 10. März 1988      | 1317            |
| weitere Bilder          | Wohn- und Geschäftshaus    | Friedrich-Engels-Allee 176 Karte                        | | um 1900                              | 11. Juli 1988      | 1421            |
| weitere Bilder          | Postgebäude                | Friedrich-Engels-Allee 177 Karte                        | | 1900                                 | 1. Juli 1988       | 1409            |
| weitere Bilder          | Wohn- und Geschäftshaus    | Friedrich-Engels-Allee 178 Karte                        | | 1. Hälfte des 19. Jahrhunderts       | 3. April 1986      | 742             |
| weitere Bilder          | Wohn- und Geschäftshaus    | Friedrich-Engels-Allee 182 Karte                        | | frühes 19. Jahrhundert               | 14. April 1989     | 1574            |
| weitere Bilder          | Wohn- und Geschäftshaus    | Friedrich-Engels-Allee 184 Karte                        | | um 1850                              | 15. Januar 1986    | 691             |
| weitere Bilder          | Wohn- und Geschäftshaus    | Friedrich-Engels-Allee 185 Karte                        | Wohn- und Geschäftshaus Friedrich-Engels-Allee 185, auch Meisenburgsche Häuser                                            | Mitte des 19. Jahrhunderts           | 18. Januar 1988    | 1280 Wikidata   |
| weitere Bilder          | Wohn- und Geschäftshaus    | Friedrich-Engels-Allee 186 Karte                        | | zwischen 1834 und 1847               | 16. Januar 1991    | 1854            |
| weitere Bilder          | Produktionsgebäude         | Friedrich-Engels-Allee 187 Karte                        | | erste Hälfte des 19. Jahrhunderts    | 18. Oktober 1984   | 170             |
| weitere Bilder          | Wohn- und Geschäftshaus    | Friedrich-Engels-Allee 188 Karte                        | | zwischen 1834 und 1847               | 27. November 1992  | 2558            |
| weitere Bilder          | Wohn- und Geschäftshaus    | Friedrich-Engels-Allee 189 Karte                        | ehemaliges Postgebäude | zweite Hälfte des 19. Jahrhunderts   | 30. September 1985 | 602             |
| weitere Bilder          | Wohnhaus                   | Friedrich-Engels-Allee 190 Karte                        | eine bauliche Einheit mit Besenbruchstraße 4, eine D-Nummer mit Friedrich-Engels-Allee 192 / Besenbruchstraße 2           | Ende des 19. Jahrhunderts            | 7. Dezember 1984   | 211             |
| weitere Bilder          | Wohn- und Geschäftshaus    | Friedrich-Engels-Allee 191 Karte                        | | zwischen 1870 und 1880               | 28. Juni 1993      | 2993            |
| weitere Bilder          | Wohnhaus                   | Friedrich-Engels-Allee 192 Karte                        | eine bauliche Einheit mit Besenbruchstraße 2, eine D-Nummer mit Friedrich-Engels-Allee 190 / Besenbruchstraße 4           | Ende des 19. Jahrhunderts            | 7. Dezember 1984   | 211             |
| weitere Bilder          | Wohn- und Geschäftshaus    | Friedrich-Engels-Allee 193 Karte                        | | zwischen 1867 und 1877               | 4. Februar 1987    | 963             |
| weitere Bilder          | Wohn- und Geschäftshaus    | Friedrich-Engels-Allee 195 Karte                        | eine bauliche Einheit und eine D-Nummer mit Völklinger Straße 1                                                           | erste Hälfte des 19. Jahrhunderts    | 13. September 1985 | 578             |
| weitere Bilder          | Wohnhaus                   | Friedrich-Engels-Allee 198 Karte                        | eine bauliche Einheit und eine D-Nummer mit Besenbruchstraße 1, 3 (ehemalige Bezeichnung Friedrich-Engels-Allee 198/198a) | zweite Hälfte des 19. Jahrhunderts   | 14. Dezember 1984  | 221             |
| weitere Bilder          | Wohnhaus                   | Friedrich-Engels-Allee 199 Karte                        | eine D-Nummer mit Friedrich-Engels-Allee 201                                                                              | vor der Mitte des 19. Jahrhunderts   | 6. Februar 1987    | 214             |
| weitere Bilder          | Wohnhaus                   | Friedrich-Engels-Allee 201 Karte                        | eine D-Nummer mit Friedrich-Engels-Allee 199                                                                              | vor der Mitte des 19. Jahrhunderts   | 11. Dezember 1984  | 214             |
| weitere Bilder          | Wohnhaus                   | Friedrich-Engels-Allee 202 Karte                        | | zwischen 1867 und 1871               | 27. Januar 1993    | 2709            |
| weitere Bilder          | Wohnhaus                   | Friedrich-Engels-Allee 204 Karte                        | eine D-Nummer mit Friedrich-Engels-Allee 206                                                                              | zwischen 1861 und 1877               | 9. Februar 1987    | 964             |
| weitere Bilder          | Wohn- und Geschäftshaus    | Friedrich-Engels-Allee 205 Karte                        | eine bauliche Einheit mit ehemals Friedrich-Engels-Allee 207                                                              | 1901                                 | 15. Dezember 1992  | 2618            |
| weitere Bilder          | Wohnhaus                   | Friedrich-Engels-Allee 206 Karte                        | eine D-Nummer mit Friedrich-Engels-Allee 204                                                                              | zwischen 1861 und 1877               | 9. Februar 1987    | 964             |
| weitere Bilder          | Wohn- und Geschäftshaus    | Friedrich-Engels-Allee 210 Karte                        | | zwischen 1861 und 1877               | 11. Februar 1987   | 969             |
| weitere Bilder          | Wohnhaus                   | Friedrich-Engels-Allee 211 Karte                        | | 1880                                 | 19. August 1992    | 2377            |
| weitere Bilder          | Wohnhaus                   | Friedrich-Engels-Allee 212 Karte                        | eine D-Nummer mit Friedrich-Engels-Allee 214                                                                              | zwischen 1850 und 1861               | 28. Mai 1993       | 2958            |
| weitere Bilder          | Wohnhaus                   | Friedrich-Engels-Allee 213 Karte                        | | zweite Hälfte des 19. Jahrhunderts   | 14. Mai 1987       | 1048            |
| weitere Bilder          | Wohnhaus                   | Friedrich-Engels-Allee 214 Karte                        | eine D-Nummer mit Friedrich-Engels-Allee 212                                                                              | zwischen 1850 und 1861               | 28. Mai 1993       | 2958            |
| weitere Bilder          | Wohnhaus                   | Friedrich-Engels-Allee 215 Karte                        | Wohnhaus Haus Robert Dahlmann                                                                                             | vor 1863                             | 27. Februar 1992   | 2066            |
| Wohnhaus                | Wohnhaus                   | Friedrich-Engels-Allee 216 Karte                        | | zwischen 1867 und 1872               | 12. Dezember 1991  | 1976            |
| weitere Bilder          | Wohnhaus                   | Friedrich-Engels-Allee 217 Karte                        | | um 1900                              | 27. Februar 1992   | 2067            |
| weitere Bilder          | Villa                      | Friedrich-Engels-Allee 223 Karte                        | | gründerzeitlich                      | 2. September 1985  | 569             |
| weitere Bilder          | Verwaltungsgebäude         | Friedrich-Engels-Allee 228 Karte                        | Polizeipräsidium Wuppertal                                                                                                | 1937–1940                            | 14. Juni 1985      | 518 Wikidata    |
| weitere Bilder          | Wohnhaus                   | Friedrich-Engels-Allee 229                              | | zwischen 1860 und 1870               | 16. Juli 1992      | 2322            |
| weitere Bilder          | Wohnhaus                   | Friedrich-Engels-Allee 233 Karte                        | |                                      | 23. Juli 1992      | 2340            |
| weitere Bilder          | Wohn- und Geschäftshaus    | Friedrich-Engels-Allee 247 Karte                        | | Mitte des 19. Jahrhunderts           | 11. Februar 1987   | 970             |
| weitere Bilder          | Wohnhaus                   | Friedrich-Engels-Allee 248 Karte                        | | gründerzeitlich                      | 10. Januar 1985    | 246             |
| weitere Bilder          | Wohn- und Geschäftshaus    | Friedrich-Engels-Allee 249 Karte                        | | zwischen 1812 und 1828               | 25. September 1992 | 2468            |
| weitere Bilder          | Villa                      | Friedrich-Engels-Allee 254 Karte                        | | 1899                                 | 13. Februar 1987   | 972             |
| weitere Bilder          | Wohn- und Geschäftshaus    | Friedrich-Engels-Allee 256 Karte                        | eine bauliche Einheit und eine D-Nummer mit Adolfstraße 2                                                                 | 1896                                 | 15. Mai 1984       | 29              |
| weitere Bilder          | Villa                      | Friedrich-Engels-Allee 268 Karte                        | | 1887                                 | 31. August 1987    | 1112            |
| weitere Bilder          | Wohn- und Geschäftshaus    | Friedrich-Engels-Allee 271 Karte                        | | zwischen 1805 und 1825               | 25. Februar 1987   | 974             |
| weitere Bilder          | Villa                      | Friedrich-Engels-Allee 272 Karte                        | |                                      | 7. Oktober 1987    | 1136            |
| weitere Bilder          | Wohnhaus                   | Friedrich-Engels-Allee 274 Karte                        | | 1897                                 | 3. März 1987       | 976             |
| weitere Bilder          | Wohn- und Geschäftshaus    | Friedrich-Engels-Allee 281 Karte                        | Wohn- und Geschäftshaus Friedrich-Engels-Allee 281                                                                        | zwischen 1805 und 1825               | 27. Februar 1987   | 975 Wikidata    |
| weitere Bilder          | Wohn- und Geschäftshaus    | Friedrich-Engels-Allee 284 Karte                        | | erste Hälfte des 19. Jahrhunderts    | 19. Januar 1989    | 1518            |
| weitere Bilder          | Wohnhaus                   | Friedrich-Engels-Allee 384 Karte                        | Wohnhaus Haus Barthels | kurz vor 1800                        | 20. April 1989     | 1591 Wikidata   |
| weitere Bilder          | Wohnhaus                   | Friedrich-Engels-Allee Friedrich-Wilhelm-Straße 1 Karte | |                                      | 29. Januar 1987    | 958             |
| weitere Bilder          | Wohnhaus                   | Friedrich-Engels-Allee Friedrich-Wilhelm-Straße 4 Karte | |                                      | 4. März 1987       | 980             |
| weitere Bilder          | Wohnhaus                   | Friedrich-Engels-Allee Friedrich-Wilhelm-Straße 6 Karte | |                                      | 4. März 1987       | 981             |
| weitere Bilder          | Wohnhaus                   | Friedrich-Engels-Allee Haderslebener Straße 9 Karte     | |                                      | 20. Oktober 1992   | 2506            |
| weitere Bilder          | Brücke                     | Friedrich-Engels-Allee Haspeler Straße                  | Haspeler Brücke | 1902/03                              | 20. Januar 2005    | 4217 Wikidata   |
| weitere Bilder          | Wohnhaus                   | Friedrich-Engels-Allee Heinz-Kluncker-Straße 3 a Karte  | ehem. Oberbergische Straße 3 a                                                                                            | um 1900                              | 2. September 1985  | 570             |
| weitere Bilder          | Kontorgebäude              | Friedrich-Engels-Allee Heinz-Kluncker-Straße 3 b Karte  | ehem. Oberbergische Straße 3 b                                                                                            | zwischen 1890 und 1900               | 11. November 1993  | 3183            |
| weitere Bilder          | Kontorgebäude              | Friedrich-Engels-Allee Heinz-Kluncker-Straße 3 c Karte  | ehem. Oberbergische Straße 3 c                                                                                            | zwischen 1890 und 1900               | 11. November 1993  | 3183            |
| weitere Bilder          | Kontorgebäude              | Friedrich-Engels-Allee Heinz-Kluncker-Straße 3 d Karte  | ehem. Oberbergische Straße 3 d                                                                                            | zwischen 1890 und 1900               | 11. November 1993  | 3183            |
| weitere Bilder          | Wohnhaus                   | Friedrich-Engels-Allee Heinz-Kluncker-Straße 5 Karte    | ehem. Oberbergische Straße 5, eine D-Nummer mit Wittensteinstraße 63                                                      | nach 1870                            | 19. Juli 2000      | 4145            |
| weitere Bilder          | Wohnhaus                   | Friedrich-Engels-Allee Hünefeldstraße 14 Karte          | | um 1895                              | 20. Januar 1993    | 2692            |
| weitere Bilder          | Fabrikgebäude              | Friedrich-Engels-Allee Hünefeldstraße 14 a Karte        | | gründerzeitlich                      | 5. März 1985       | 329             |
| weitere Bilder          | Wohnhaus                   | Friedrich-Engels-Allee Kothener Straße 1 Karte          | Wohnhaus Kothener Straße 1, eine D-Nummer mit dem Fabrikgebäude Kothener Straße 5                                         | Mitte des 19. Jahrhunderts           | 8. Juni 1988       | 1379 Wikidata   |
| weitere Bilder          | Fabrikgebäude              | Friedrich-Engels-Allee Kothener Straße 5 Karte          | Fabrikgebäude Kothener Straße 5, eine D-Nummer mit dem Wohnhaus Kothener Straße 1                                         | 1908                                 | 8. Juni 1988       | 1379            |
| weitere Bilder          | Opernhaus                  | Friedrich-Engels-Allee Kurt-Drees-Straße 4 Karte        | Opernhaus Wuppertal, ehemals Friedrich-Engels-Allee 410 / Spinnstraße 4                                                   | 1905                                 | 19. Januar 1989    | 1517 Wikidata   |
| weitere Bilder          | Schwebebahnstation         | Friedrich-Engels-Allee Loher Straße 28 Karte            | Schwebebahnstation Loher Brücke. Teil des Denkmals Gesamtanlage Schwebebahn mit der D-Nummer 4035                         | 1898–1903                            | 26. Mai 1997       | 4035            |
| weitere Bilder          | Kirche                     | Friedrich-Engels-Allee Martin-Luther-Straße 16 Karte    | Unterbarmer Hauptkirche                                                                                                   | 1828–1832                            | 21. August 1984    | 114 Wikidata    |
| weitere Bilder          | Schulgebäude               | Friedrich-Engels-Allee Pauluskirchstraße 7 Karte        | Ehemalige Barmer Baugewerkschule                                                                                          | 1897                                 | 1. Juli 1988       | 1407            |
| weitere Bilder          | Kirche                     | Friedrich-Engels-Allee Pauluskirchstraße 8 Karte        | Evangelische Pauluskirche                                                                                                 | 1881/82                              | 16. März 1989      | 1550 Wikidata   |
| weitere Bilder          | Wohnhaus                   | Friedrich-Engels-Allee Pauluskirchstraße 9 Karte        | Ehemaliges Direktorenwohnhaus der Barmer Baugewerkschule                                                                  | 1897                                 | 1. Juli 1988       | 1408            |
| weitere Bilder          | Wohnhaus                   | Friedrich-Engels-Allee Unionstraße 3 Karte              | | spätes 19. Jahrhunderts              | 17. Januar 1986    | 697             |
| weitere Bilder          | Wohnhaus                   | Friedrich-Engels-Allee Unionstraße 4 Karte              | | 1892                                 | 12. April 2001     | 4176            |
| weitere Bilder          | Wohnhaus                   | Friedrich-Engels-Allee Unionstraße 6 Karte              | | um 1900                              | 22. Februar 1988   | 1301            |
| weitere Bilder          | Wohnhaus                   | Friedrich-Engels-Allee Unionstraße 8 Karte              | | um 1885                              | 22. Februar 1996   | 3865            |
| weitere Bilder          | Brücke                     | Friedrich-Engels-Allee Unterdörnen Karte                | Adlerbrücke | 1868                                 | 16. Juli 2009      | 1358 Wikidata   |
| weitere Bilder          | Schwebebahnstation         | Friedrich-Engels-Allee Unterdörnen 46 Karte             | Schwebebahnstation Adlerbrücke. Teil des Denkmals Gesamtanlage Schwebebahn mit der D-Nummer 4035                          | 1898–1903                            | 26. Mai 1997       | 4035            |
| weitere Bilder          | Villa                      | Friedrich-Engels-Allee Unterdörnen 47 Karte             | Villa (Haus des CVJM-Adlerbrücke)                                                                                         | 1892                                 | 17. Juli 1987      | 1095            |
| weitere Bilder          | Wohn- und Geschäftshaus    | Friedrich-Engels-Allee Völklinger Straße 1 Karte        | eine bauliche Einheit und eine D-Nummer mit Friedrich-Engels-Allee 195                                                    | erste Hälfte des 19. Jahrhunderts    | 13. September 1985 | 578             |
| weitere Bilder          | Wohnhaus                   | Friedrich-Engels-Allee Völklinger Straße 3 Karte        | | 1880er Jahren                        | 21. Februar 1997   | 665             |
| weitere Bilder          | Schwebebahnstation         | Friedrich-Engels-Allee Völklinger Straße 4 Karte        | Schwebebahnstation Völklinger Straße. Teil des Denkmals Gesamtanlage Schwebebahn mit der D-Nummer 4035                    | 1898–1903 (rekonstruiert 2012)       | 26. Mai 1997       | 4035            |
| weitere Bilder          | Wohnhaus                   | Friedrich-Engels-Allee Völklinger Straße 5 Karte        | | zwischen 1880 und 1890               | 27. März 1992      | 2124            |
| weitere Bilder          | Wohnhaus                   | Friedrich-Engels-Allee Völklinger Straße 9 Karte        | | 1890                                 | 12. September 1989 | 1648            |
| weitere Bilder          | Mühlengebäude mit Wohnhaus | Friedrich-Engels-Allee Warndtstraße 7 Karte             | Kornmühle Warndtstraße auch Cleff’sche Mühle                                                                              | 1843 bis 1846                        | 1. September 1989  | 1641 Wikidata   |
| weitere Bilder          | Kirche                     | Friedrich-Engels-Allee Wartburgstraße 44 Karte          | Eben-Ezer-Kapelle | 1855/56                              | 27. August 1984    | 122 Wikidata    |
| weitere Bilder          | Bahnhofsgebäude            | Friedrich-Engels-Allee Winklerstraße 2 Karte            | Bahnhofempfangsgebäude Barmen                                                                                             | 1913                                 | 1. Juli 1988       | 1404 Wikidata   |
| weitere Bilder          | Wohnhaus                   | Friedrich-Engels-Allee Wittensteinstraße 63 Karte       | eine D-Nummer mit Heinz-Kluncker-Straße 5                                                                                 | nach 1870                            | 19. Juli 2000      | 4145            |
| weitere Bilder          | Wohnhaus                   | Friedrich-Engels-Allee Wittensteinstraße 91 Karte       | eine bauliche Einheit und eine D-Nummer mit Wittensteinstraße 93                                                          | 1850er Jahren                        | 17. April 1996     | 3877            |
| weitere Bilder          | Fabrikgebäude              | Friedrich-Engels-Allee Wittensteinstraße 93 Karte       | eine bauliche Einheit und eine D-Nummer mit Wittensteinstraße 91                                                          | 1850er Jahren                        | 17. April 1996     | 3877            |
| weitere Bilder          | Wohnhaus                   | Friedrich-Engels-Allee Wittensteinstraße 99 Karte       | | zwischen 1875 und 1890               | 27. Juli 1992      | 2346            |
| weitere Bilder          | Wohnhaus                   | Friedrich-Engels-Allee Wittensteinstraße 103 Karte      | | um 1885                              | 3. Juni 1993       | 2972            |
| weitere Bilder          | Wohnhaus                   | Friedrich-Engels-Allee Wittensteinstraße 109 Karte      | | 1872                                 | 8. November 1990   | 1833            |
| weitere Bilder          | Tankstelle                 | Friedrich-Engels-Allee Wittensteinstraße 320 Karte      | Ehem. Tankstelle Wittensteinstraße 320                                                                                    | 1954/55                              | 28. Mai 1999       | 4114 Wikidata   |

### Baudenkmäler in Bearbeitung
Folgende Objekte werden noch geprüft oder deren Status ist in der Denkmalliste nicht klar ersichtlich.

| Bild           | Bezeichnung    | Lage                                                    | Beschreibung                                                                           | Bauzeit | Eingetragen seit | Denkmal- nummer |
| -------------- | -------------- | ------------------------------------------------------- | -------------------------------------------------------------------------------------- | ------- | ---------------- | --------------- |
| weitere Bilder | Fabrikgebäude  | Friedrich-Engels-Allee Besenbruchstraße 9 Karte         | eine D-Nummer mit Besenbruchstraße 11, klassifiziert als Denkmal (ohne Denkmalnummer). |         |                  | 0               |
| weitere Bilder | Fabrikgebäude  | Friedrich-Engels-Allee Besenbruchstraße 11 Karte        | eine D-Nummer mit Besenbruchstraße 9, klassifiziert als Denkmal (ohne Denkmalnummer).  |         |                  | 0               |
| weitere Bilder | Wohnhaus       | Friedrich-Engels-Allee Besenbruchstraße 13 Karte        | klassifiziert als Denkmal (ohne Denkmalnummer).                                        |         |                  | 0               |
| weitere Bilder | Brücke, Treppe | Friedrich-Engels-Allee Erichstraße Karte                | klassifiziert als Denkmal (ohne Denkmalnummer).                                        |         |                  | 0               |
| weitere Bilder | Wohnhaus       | Friedrich-Engels-Allee Friedrich-Wilhelm-Straße 7 Karte | Status wird überprüft                                                                  |         |                  | 0               |
| weitere Bilder | Brücke         | Friedrich-Engels-Allee Völklinger Straße Karte          | klassifiziert als Denkmal (ohne Denkmalnummer).                                        |         |                  | 0               |

### Ausgetragene Baudenkmäler
| Bild           | Bezeichnung | Lage                             | Beschreibung                        | Bauzeit                               | Eingetragen seit  | Denkmal- nummer |
| -------------- | ----------- | -------------------------------- | ----------------------------------- | ------------------------------------- | ----------------- | --------------- |
| weitere Bilder | Wohnhaus    | Friedrich-Engels-Allee 140 Karte | Wohnhaus Friedrich-Engels-Allee 140 | erste Jahrzehnte des 19. Jahrhunderts | 6. September 1984 | 129 Wikidata    |
| weitere Bilder | Wohnhaus    | Friedrich-Engels-Allee 142 Karte | Wohnhaus Friedrich-Engels-Allee 142 | zwischen 1850 und 1861                | 12. November 1992 | 2533 Wikidata   |